# كولدسبرينغ (نيويورك)
كولدسبرينغ (بالإنجليزية: Coldspring, New York)‏ هي بلدة أمريكية تقع في الولايات المتحدة في مقاطعة كاتاروغوس، نيويورك. يقدر عدد سكانها بـ 751 نسمة .